# 3111 Misuzu
3111 Misuzu eller 1977 DX8 är en asteroid i huvudbältet som upptäcktes den 19 februari 1977 av de båda japanska astronomerna Hiroki Kōsai och Kiichirō Furukawa vid Kiso-observatoriet i Japan. Den har fått sitt namn efter ett historiskt namn på Nagano prefektur i Japan.